# Equidna (satélite)
Equidna, oficialmente denominado de (42355) Tifão I Equidna, é um satélite natural do corpo celeste chamado de Tifão.

## Descoberta e nome
O satélite foi descoberto em 2006 e recebeu o nome de "Equidna", sendo que a designação formal é (42355) Tifão I Equidna, Em homenagem a figura mitológica de Equidna, que foi a esposa monstruosa de Tifão.

## Características físicas e orbitais
Equidna orbita Tifão a ~1300 quilômetros, levando cerca de 11 dias para completar uma órbita em torno do objeto primário. O mesmo tem um diâmetro estimado em 89±6 quilômetros. Este satélite fez de Tifão o primeiro objeto centauro binário conhecido, usando uma definição alargada de um objeto centauro em uma órbita não-ressonante (instável) com o periélio dentro da órbita do planeta Netuno.